# Apagyi Albert-tó
Apagyi Albert-tó este o arie protejată (arie specială de conservare — SAC, sit de importanță comunitară — SCI) din Ungaria întinsă pe o suprafață de 94,16 ha, integral pe uscat.

## Localizare
Centrul sitului Apagyi Albert-tó este situat la coordonatele 47°58′46″N 21°53′44″E / 47.979444°N 21.895556°E.

## Înființare
Situl Apagyi Albert-tó a fost declarat sit de importanță comunitară în mai 2004 pentru a proteja 2 specii de plante și 5 specii de animale. Situl a fost protejat și ca arie specială de conservare în februarie 2010.

## Biodiversitate
Situată în ecoregiunea panonică, aria protejată conține 4 habitate naturale: Păduri aluvionare cu Alnus glutinosa și Fraxinus excelsior (Alno-Padion, Alnion incanae, Salicion albae), Pajiști cu Molinia pe soluri calcaroase, turboase sau argilos-nămoloase (Molinion caeruleae), Pajiști aluvionare inundabile, de Cnidion dubii, Mlaștini alcaline.
La baza desemnării sitului se află mai multe specii protejate:
- plante (2): Angelica palustris, Cirsium brachycephalum
- amfibieni (1): buhai de baltă cu burta roșie (Bombina bombina)
- nevertebrate (3): fluturele purpuriu (Lycaena dispar), Maculinea teleius, Vertigo angustior
- reptile (1): țestoasa de baltă (Emys orbicularis)

Pe lângă speciile protejate, pe teritoriul sitului au mai fost identificate 9 specii de plante, 4 specii de nevertebrate.